# Pleudihen-sur-Rance
Pleudihen-sur-Rance (bret. Pleudehen) – miejscowość i gmina we Francji, w regionie Bretania, w departamencie Côtes-d’Armor.
Według danych na rok 1990 gminę zamieszkiwało 2495 osób, a gęstość zaludnienia wynosiła 102 osoby/km² (wśród 1269 gmin Bretanii Pleudihen-sur-Rance plasuje się na 234. miejscu pod względem liczby ludności, natomiast pod względem powierzchni na miejscu 391.).